# Beeston Regis
Beeston Regis é uma vila e freguesia no distrito de North Norfolk em Norfolk, Inglaterra, cerca de 22,5 milhas (36,2 km) de Norwich. A paróquia tem uma área de 289 hectares e uma população de 1091 pelo censo de 2001. Está rodeada pelas freguesias de Sheringham, Upper Sheringhan, East Beckham, Aylmerton e West Runton.

## História
No Domesday Book, Beeston Regis foi chamada Besetune, Besetuna/tune. A primeira autoridade aristocrática local de que se tem notícia, o Lord of the Manor, foi William d'Ecouis.

## Priorado de Beeston Regis
O Priorado de Beeston Regis (em inglês: Beeston Regis Priory of Saint Mary’s) foi um mosteiro agostiniano em Norfolk, na Inglaterra.
Atualmente o único resquício de sua existência está actualmente em ruínas. Situado no terreno da fazenda de Priory Farm.
Margery de Cressy teria fundado o mosteiro no século XI, foi dissolvido oficialmente em 1538.

## Transporte
A via principal é a A149, que vai de Sheringham até Cromer.

### Aeroporto
O Aeroporto Norwich está localizado 23,5 milhas (37,8 km) sul da povoado e oferece ligações aéreas directas entre o Reino Unido e a Europa.

## Igreja
A igreja de Beeston Regis, denominada "All Saints Parish Church".

## Gallery

Beeston Regis
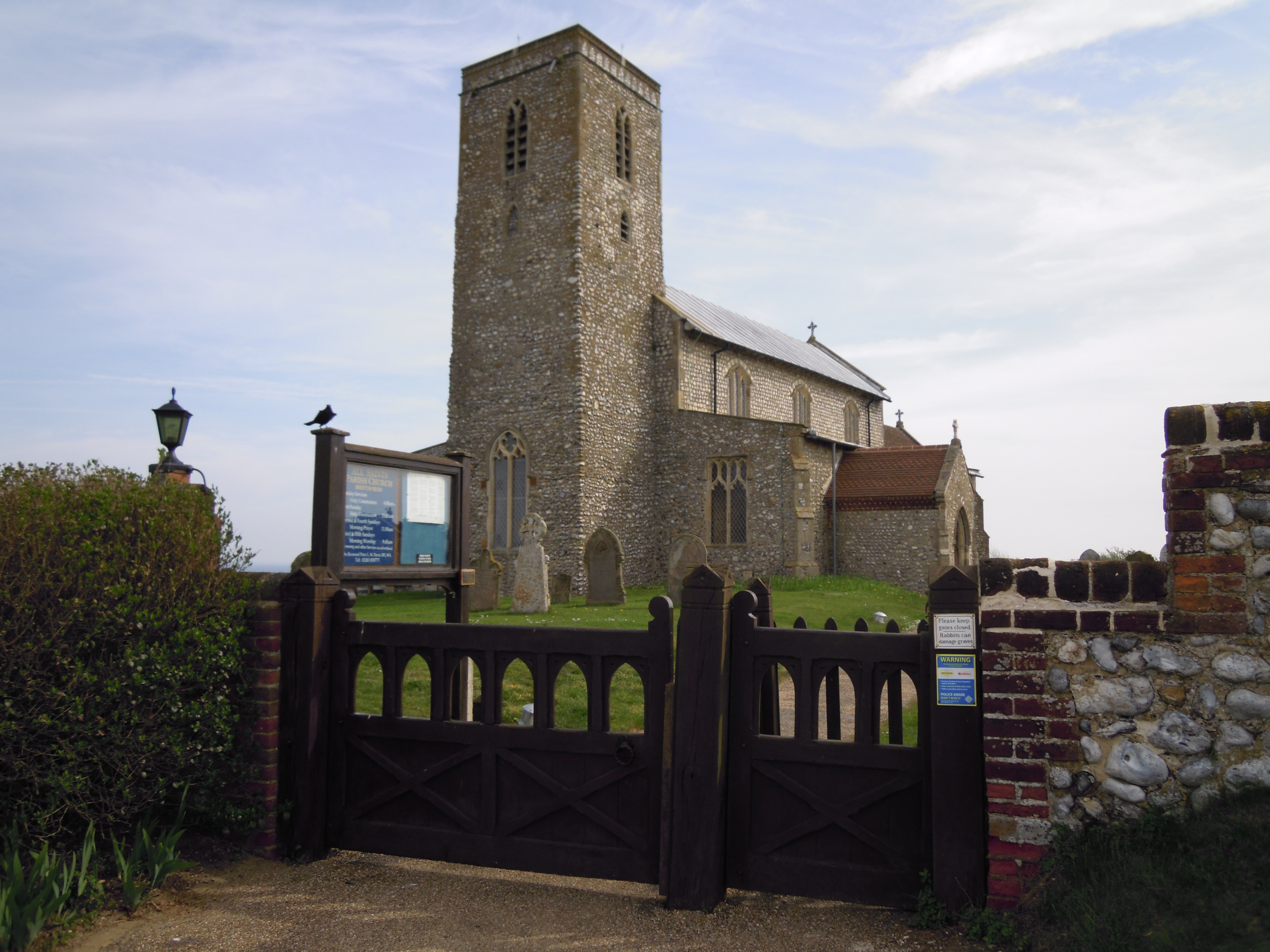
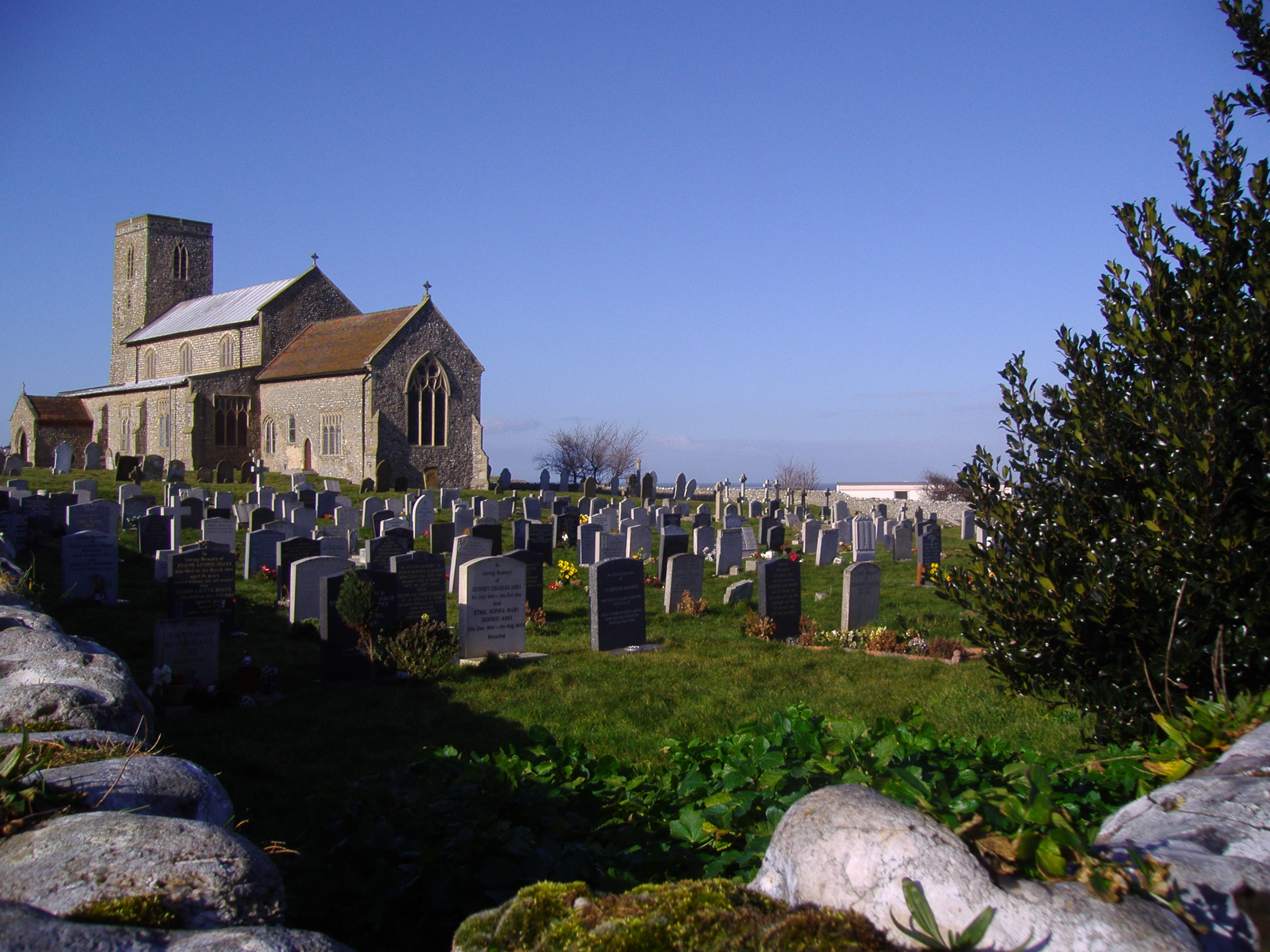
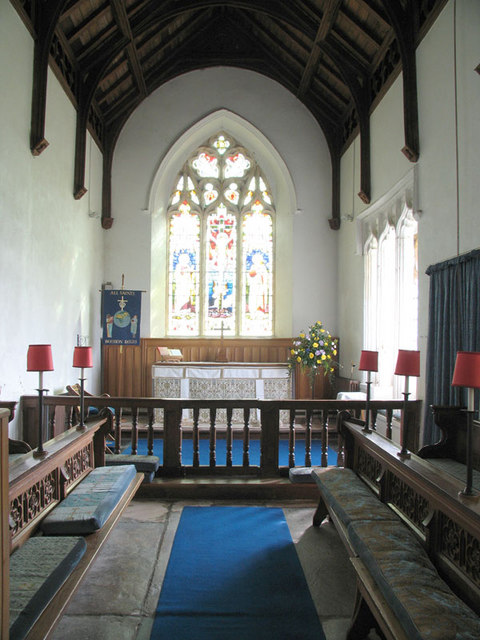
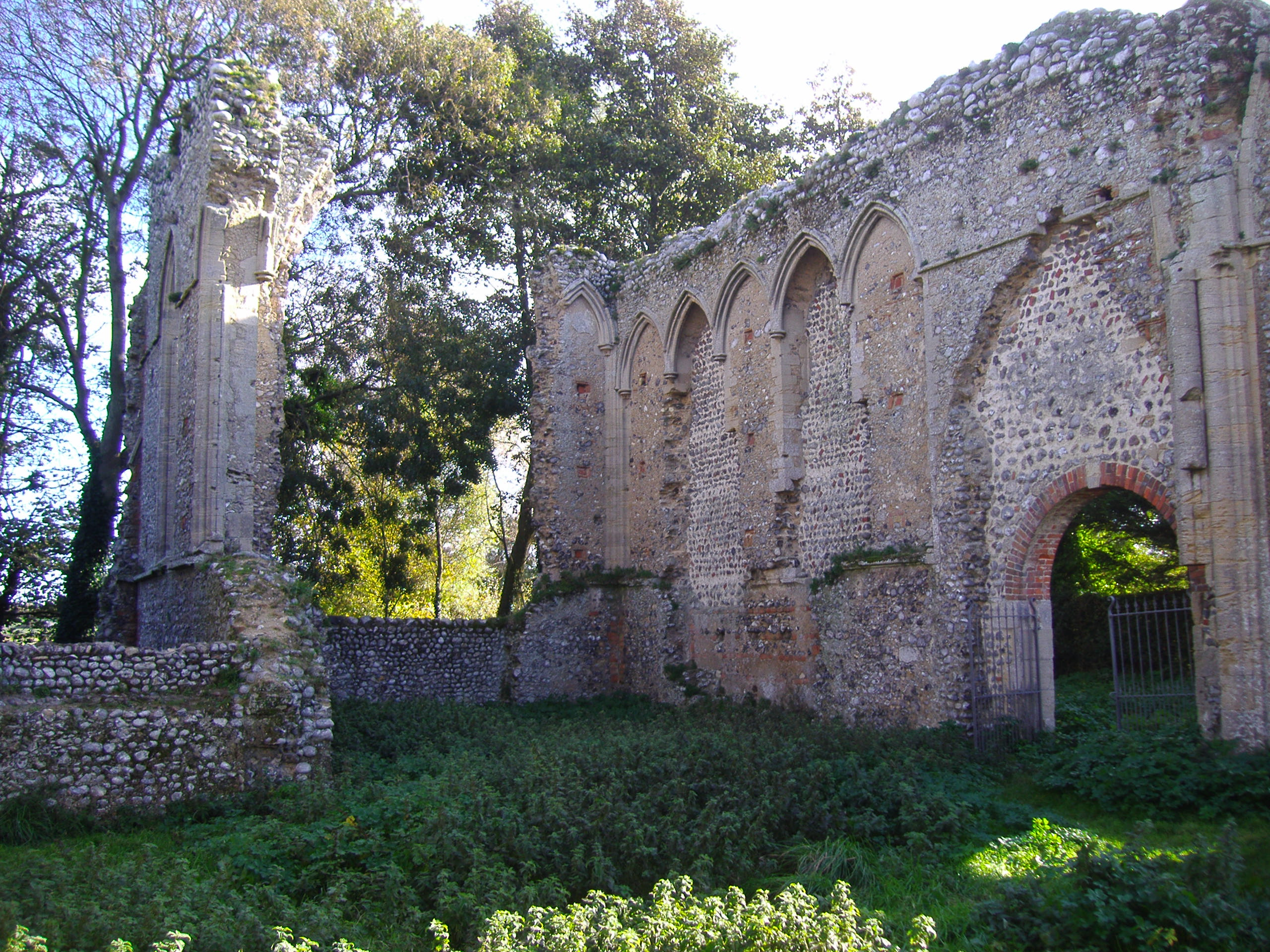
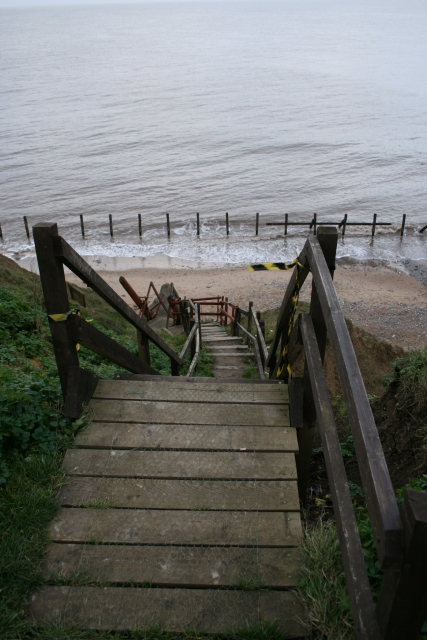
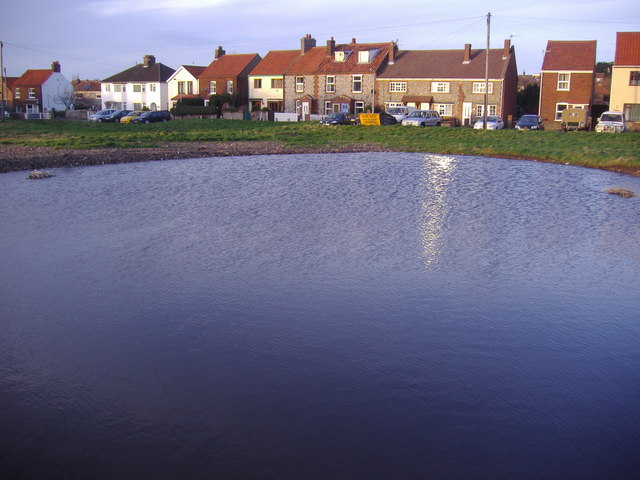
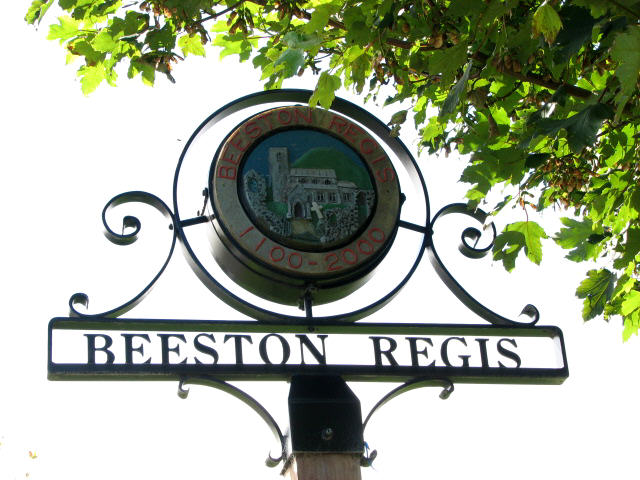
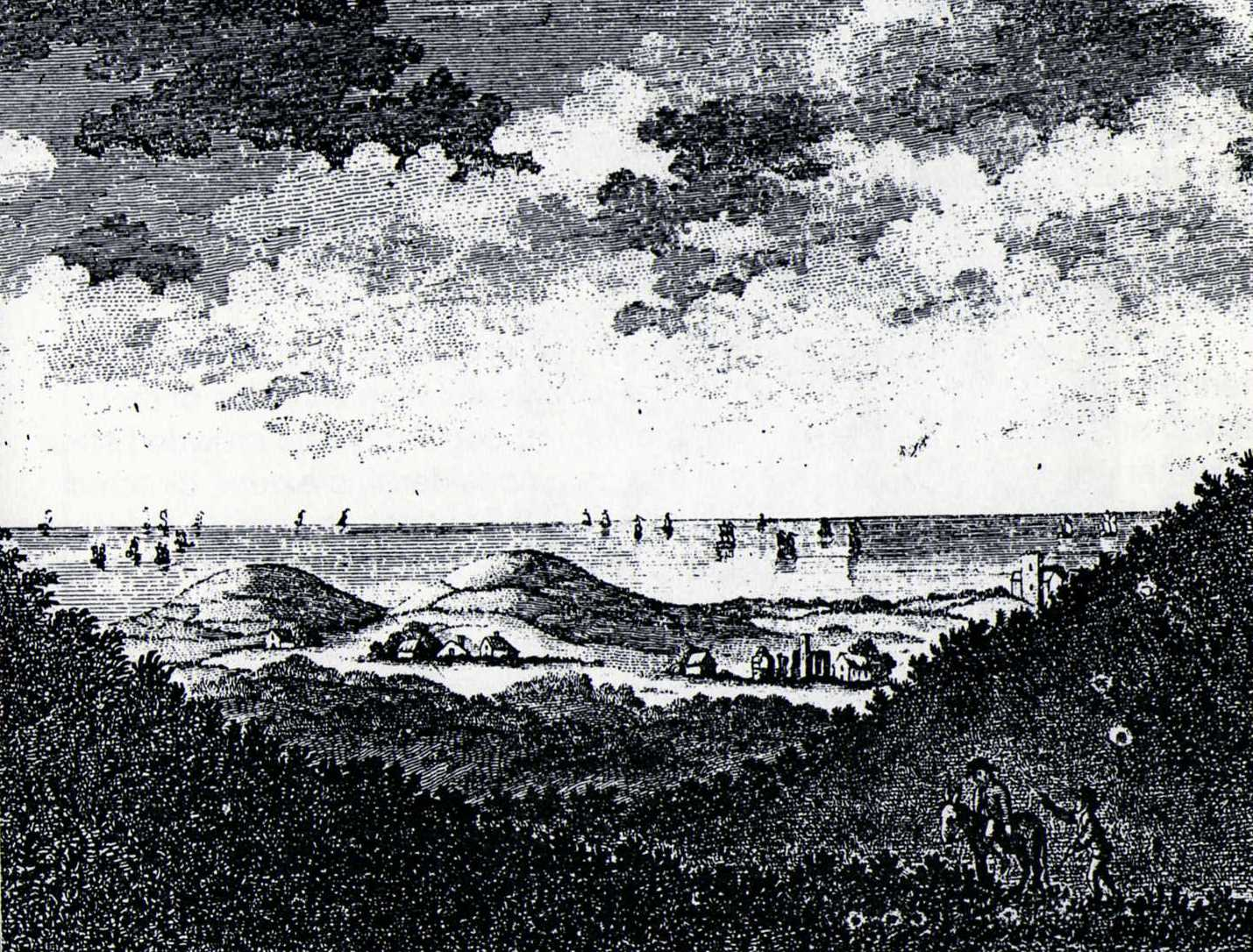